# 聖若瑟修院學校
聖若瑟修院學校（CHIJ St. Joseph Convent College）是新加坡盛港的一家著名女子天主教會中等教育學校，是Convent of the Holy Infant Jesus (CHIJ) 修院在新加坡的11所學校之一。該校的羽毛球校隊較為著名。

## 歷史
學校創立於1938年，原先只是Flower Road一座出租屋內的私立學校。學校最初只有21位學生及三位職員，而這三位職員包括一位來自Order of the Holy Infant Jesus的修女及兩位教師。到第二次世界大戰影響到新加坡前，學校的學生增長至79人。
戰後，原校址被毀，鄰居借出一所孟加拉式平房讓學校復課，學校得以在1945年重開。1947年，新校舍在舊址落成；到1950年代，學校又遷往Hillside Drive。
在1974年之前，學校還設有初等教育部，但之後搬了出來，成為位於榜鹅的CHIJ Ponggol（之後改名為CHIJ Our Lady of the Nativity）及CHIJ Our Lady of Good Counsel兩所學校。
2000年，學校遷入位於盛港的新校舍。

## 知名校友
- Margaret Lee（英语：Margaret Lee (Singaporean actress)）：女演員
- 林瑞莲：新加坡國會阿裕尼集选区議員，工人黨主席
- 陈舜娘：东海岸集选区國會議員

## 外部連結
- 官方网站